# حساسية كاذبة
الحساسية الكاذبة أو الحساسية المزيفة هي حالة سُميت بهذا الاسم لقُربها من الحساسية الحقيقية، بالرغم من وجود بعضِ الاختلافات في الأسباب. قد تنتجُ هذه الحساسية عن تغييراتٍ في أيض الهستامين، ويُمكن أن تؤدي إلى حدوث بعض أشكال عدم تحمل الطعام.